# Troglohyphantes microcymbium
Troglohyphantes microcymbium là một loài nhện trong họ Linyphiidae.
Loài này thuộc chi Troglohyphantes. Troglohyphantes microcymbium được miêu tả năm 2001 bởi Pesarini.